# Малый Кюрасао

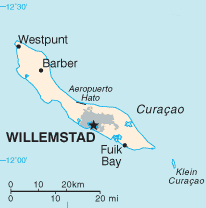
Остров Малый Кюрасао (на юго-востоке).

Ма́лый Кюраса́о (нидерл. Klein Curaçao, папьям. Klein Kòrsou) — небольшой остров в Карибском море, в 11 км к юго-востоку от острова Кюрасао (Малые Антильские острова). Длина 2,4 км, максимальная ширина 0,7 км. Наибольшая высота — 6 метров над уровнем моря.
Административно относится к самоуправляемой территории Кюрасао, являющейся составной частью Королевства Нидерландов.
Постоянного населения нет.
Здание старого маяка. Пляж. Туризм.